# Neobarrettia sinaloae
Neobarrettia sinaloae är en insektsart som först beskrevs av Rehn, J.A.G. och Morgan Hebard 1920.  Neobarrettia sinaloae ingår i släktet Neobarrettia och familjen vårtbitare. Inga underarter finns listade i Catalogue of Life.